# Marc Zimmermann (Politiker)
Marc Zimmermann (* 2. Juni 1972 in Köln) ist ein deutscher Politiker (Bündnis 90/Die Grünen) und seit 2022 Mitglied des Landtages von Nordrhein-Westfalen.

## Leben und Beruf
Zimmermann ist gelernter Stuckateur und arbeitet als selbstständiger Wildnispädagoge.

## Politische Tätigkeit
Zimmermann ist seit 2019 Sprecher des Grünen-Kreisverbandes Oberberg. Er ist Stadtratsmitglied in Wiehl. Zudem ist er seit 2022 Mitglied im Vorstand des bundesweiten Zusammenschlusses grüner Handwerker Handwerksgrün und Ansprechpartner für Nordrhein-Westfalen.
Bei der Landtagswahl in Nordrhein-Westfalen 2022 erreichte er im Wahlkreis Oberbergischer Kreis II 13,8 % der Erststimmen und landete damit hinter den Kandidaten der CDU und SPD. Er zog dennoch über Platz 34 der Landesliste der Bündnis 90/Die Grünen Nordrhein-Westfalen in den Landtag ein.

## Politische Positionen
Zimmermann fordert eine Verbesserung der Verkehrswende im ländlichen Raum mit einem „massiven Ausbau des ÖPNV, des SPNV, Radwegenetze“. Zudem fordert er ein „nachhaltiges Wirtschaften im Handwerk“. Er fordert eine Verankerung von Naturumgang und -wahrnehmung im Bildungsauftrag der Schulen in Nordrhein-Westfalen.

## Privates
Zimmermann wohnt seit 2004 in Drabenderhöhe, ist verheiratet und Vater von zwei Kindern.